# Dredge-up
Un dredge-up (en français, dragage ou remontée à la surface) est une période dans l'évolution d'une étoile lorsqu'une zone de convection de surface s'étend en profondeur dans les couches où la matière a subi une fusion nucléaire. En conséquence, les produits de fusion sont mélangés avec les couches externes de l'atmosphère stellaire où ils peuvent apparaître dans le spectre de l'étoile.
Le premier dredge-up se produit quand une étoile de la séquence principale rentre dans la branche des géantes rouges. Sous l'effet du mélange convectif, l'atmosphère externe montrera la signature spectrale de la fusion de l'hydrogène : les rapports 12C/13C et C/N sont diminués et les abondances de surface du lithium et du béryllium peuvent être réduites.
Le second dredge-up se produit dans les étoiles de 4–8 M☉ (de quatre à huit masses solaires). Quand la fusion de l'hélium se termine dans le cœur, la convection mélange les produits du cycle CNO. Ce second dredge-up produit un accroissement de l'abondance de surface de 4He et de 14N, tandis que les quantités de 12C et 16O diminuent.
Le troisième dredge-up se produit après qu'une étoile soit rentrée dans la branche asymptotique des géantes et un flash se produit avec une combustion de l'hélium en coquille. Ce dredge-up provoque la remontée en surface de l'hélium, du carbone et des produits du processus s. Le résultat est une augmentation de l'abondance du carbone par rapport à l'oxygène, ce qui peut créer une étoile carbonée.
Les noms des dredge-ups sont fixés par l'état structurel et évolutif de l'étoile dans laquelle ils se produisent, et non par la séquence suivie par l'étoile. Par conséquent, les étoiles de faible masse subissent le premier et le troisième dredge-up dans leur évolution mais pas le second.